# Thermann

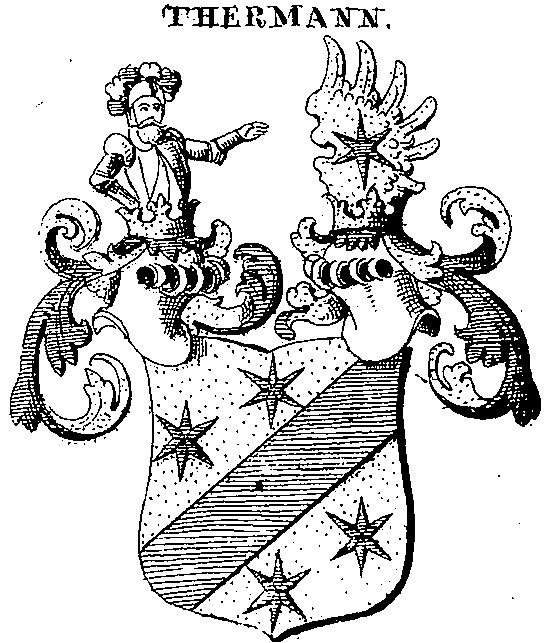
Wappen derer von Thermann

Thermann ist der Name eines sächsisch-preußischen Briefadelsgeschlechts.

## Geschichte
Während des Reichsvikariats wurde Wilhelm Gotthold Thermann († 1825), der damals Assessor des Oberhofgerichts Leipzig war und kurz zuvor das Rittergut Gollma erworben hatte, am 11. September 1790 von Kurfürst Friedrich August III. von Sachsen in den Reichs-Panner-Freiherrenstand erhoben. Wilhelm Gottholf Thermann und seine Ehefrau Wilhelmine-Hildebrandine von Hönning (Erbin des Gutes Wallichen) hatten drei Söhne und drei Töchter; zwei Söhne starben ohne Erben, Nachkommen hatte nur Wilhelm von Thermann.

## Persönlichkeiten
- Wilhelm Gotthold von Thermann (1762–1825), deutscher Jurist und kursächsischer Oberhofgerichtsrat in Leipzig
- Edmund von Thermann (1884–1951), deutscher Diplomat

## Wappen
Blasonierung: In Gold ein blauer Schräglinksbalken, welcher oben und unten von zwei sechsstrahligen, schräglinks gestellten, blauen Sternen beseitet ist. Zwei gekrönte Helme: Helm I ein wachsender, geharnischter Mann, auf dem Helm fünf Federn, blau und golden. Helm II ein goldener Flug mit blauem Stern belegt. Die Helmdecken sind blau-golden.